# Демиденко Олег Вікторович
Олег Вікторович Демиденко (6.05.1985—18.04.2022) — молодший сержант Збройних сил України, учасник російсько-української війни, який загинув під час російського вторгнення в Україну.

## Життєпис
Народився 6 травня 1985 року. Мешкав у с. Білозір'я Черкаського району Черкаської області.
Під час російського вторгнення в Україну в 2022 році був молодшим сержантом Збройних Сил України. Загинув 18 квітня 2022 року в результаті отриманих поранень під час виконання службових обов’язків. 
Похований в с. Білозір'я на Черкащині

## Нагороди
- орден «За мужність» III ступеня (2022, посмертно) — за особисту мужність і самовіддані дії, виявлені у захисті державного суверенітету та територіальної цілісності України, вірність військовій присязі[3].